# Auron
Pour les articles homonymes, voir Auron (homonymie).
Auron est une station de sports d'hiver, créée en 1937 et située à 1 600 m d'altitude, sur le territoire de la commune de Saint-Étienne-de-Tinée, dans le département des Alpes-Maritimes et la région Provence-Alpes-Côte d'Azur.
Ses habitants sont appelés les Auronais.
Cet ancien village d'alpage du Haut Haut Pays niçois, autrefois grenier à blé de Saint-Étienne-de-Tinée, est aujourd'hui une dynamique station d'hiver et d'été, à environ 1h30 de route de Nice, au cœur du massif du Mercantour, à proximité du parc national du même nom.
Le sommet le plus haut et le plus proche de la station est la cime de Las Donnas, culminant à 2 474 mètres d'altitude.
Le domaine skiable s'échelonne de 1 250 mètres à 2 450 mètres d'altitude et s'étale sur 135 kilomètres de pistes faisant de lui le plus grand du département des Alpes-Maritimes.

## Infrastructures
La station dispose de 19 remontées mécaniques dont:
- 2 téléphériques,
- 1 télécabine,
- 9 télésièges,
- 3 téléskis,
- 1 télécorde,
- 3 tapis convoyeur.

Le domaine skiable compte 135 kilomètres de pistes, répartis sur 4 secteurs (Las Donnas, Sauma Longue, Demandols et Lieuson), et 43 pistes :
- 10 pistes noires,
- 16 pistes rouges,
- 17 pistes bleues,
- 3 pistes vertes,
- Snowpark : tables, Barre de slide, Hip

Les quatre téléskis "Stade", "Haute Plane", "Combe Armand" et "Bois Gaston" ont été arrêtés et démontés en 2015 au profit de la mise en service du télésiège débrayable "Haute Plane" lancée la même année. Le télésiège "Adret Rambert" a également été arrêté puis démonté.

## Autres sports
Une arrivée de la 7e étape du Paris-Nice 2025 a été organisée à Auron. L'étape fut raccourcie en raison des conditions climatiques. Sous la neige, Michael Storer remportait cette étape.

## Lieux et monuments
- Chapelle Saint-Érige, classée Monument historique[4],[5].

Peintures monumentales représentant des scènes de la vie de saint Érige, saint Denis et sainte Madeleine

## Climat
Le climat est de type montagnard.
Températures moyennes à Auron Station :
| Mois      | Janvier | Mars | Juillet | Septembre |
| --------- | ------- | ---- | ------- | --------- |
| Minimales | -12     | -2   | 14      | 7         |
| Maximales | -2      | 12   | 27      | 20        |

## Galerie

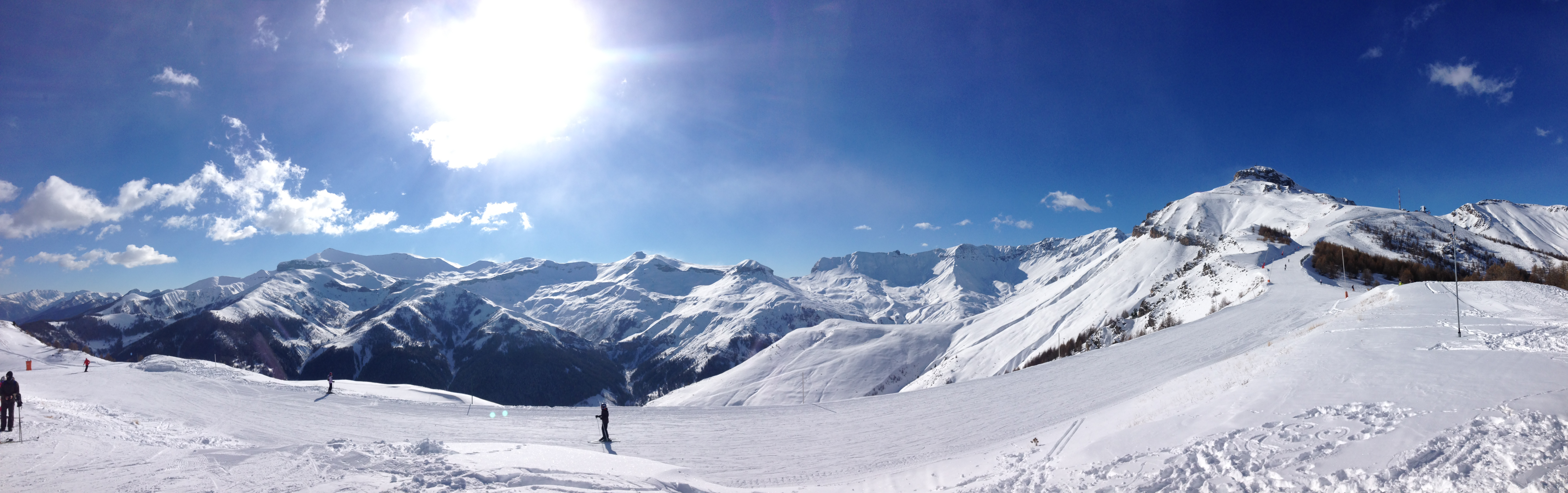
Vue panoramique en hiver.

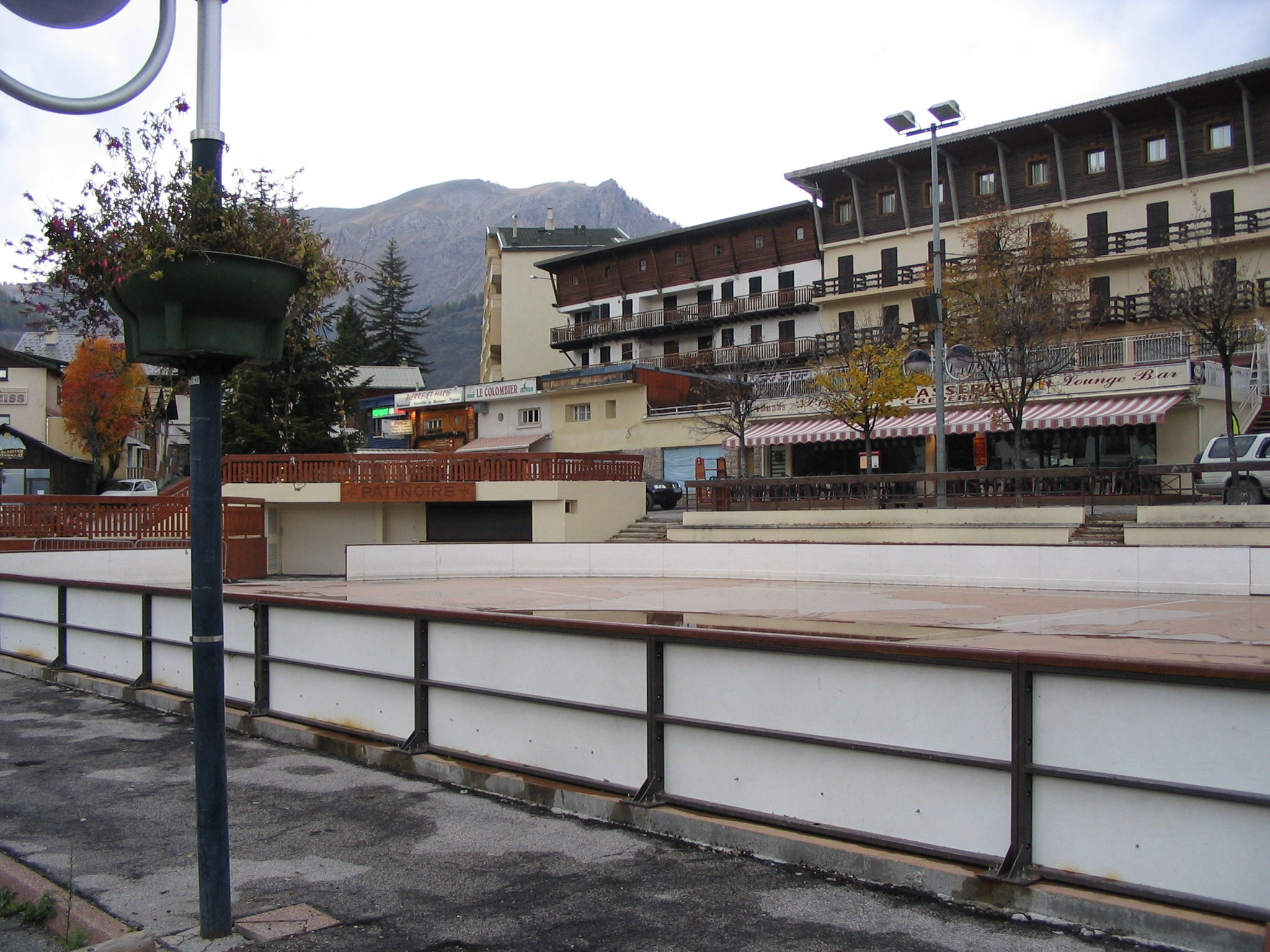
Auron, la patinoire, la place centrale.
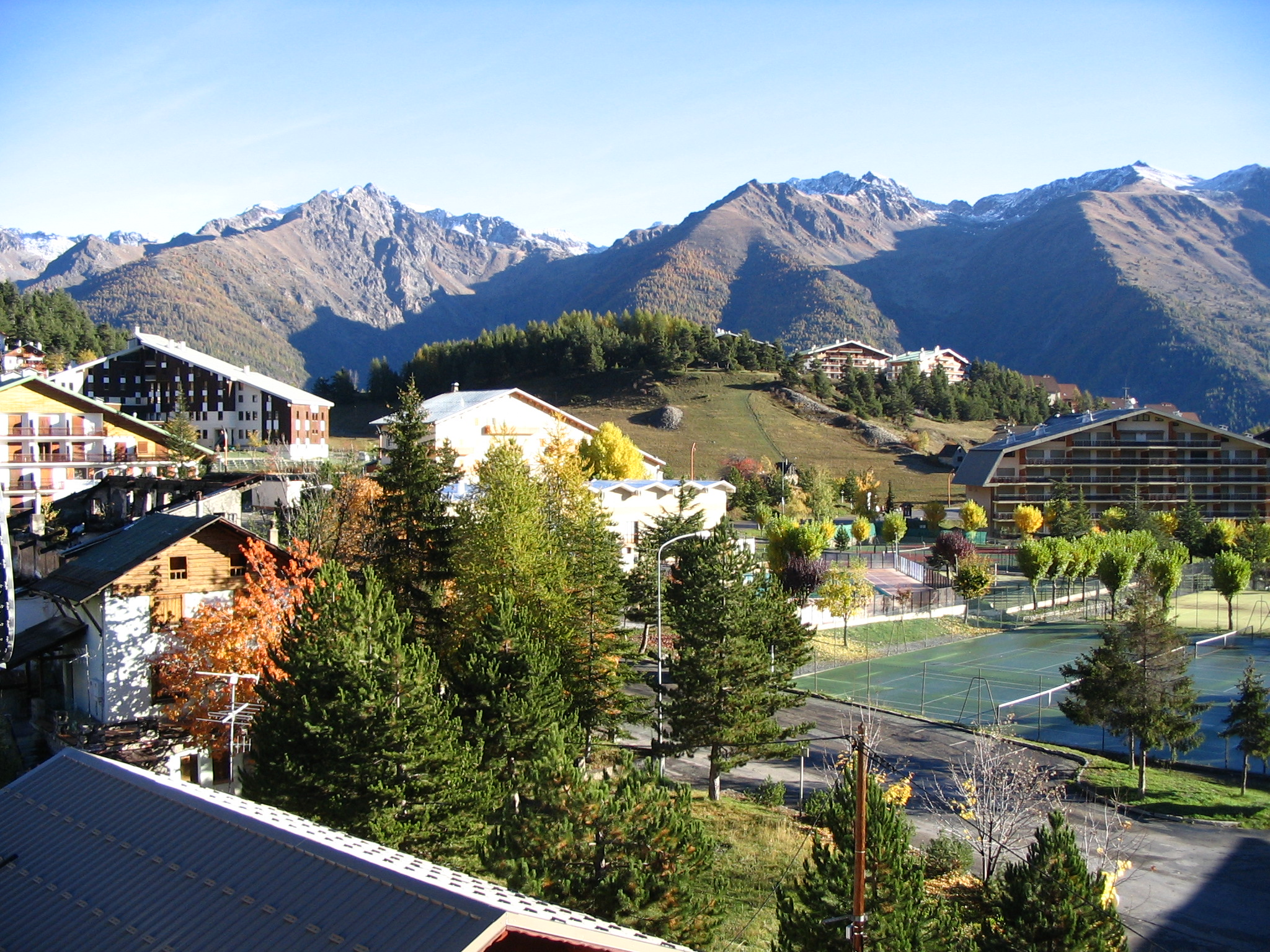
Vue vers la frontière franco-italienne depuis Auron, à l'automne.
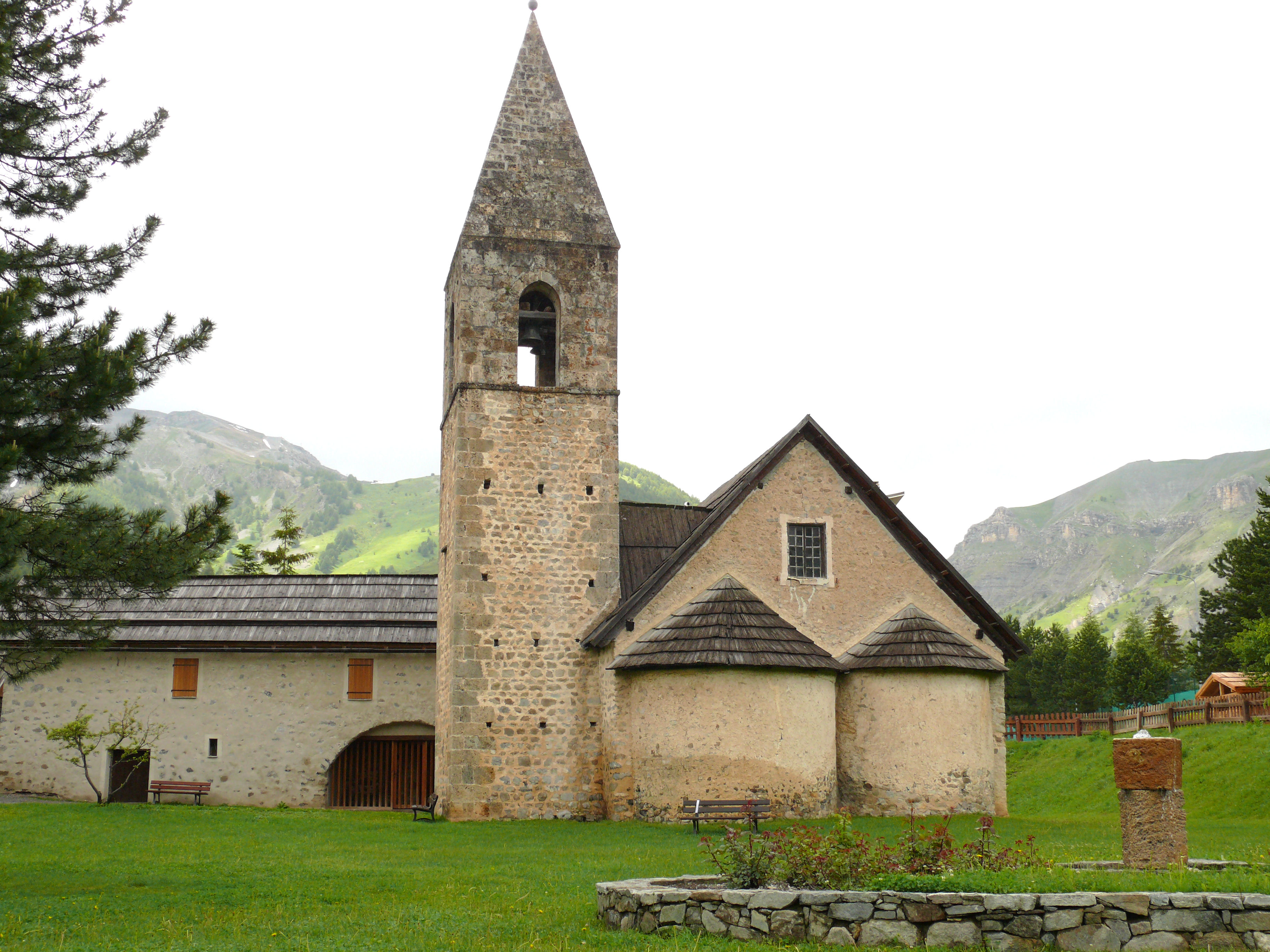
Chapelle Saint-Érige.

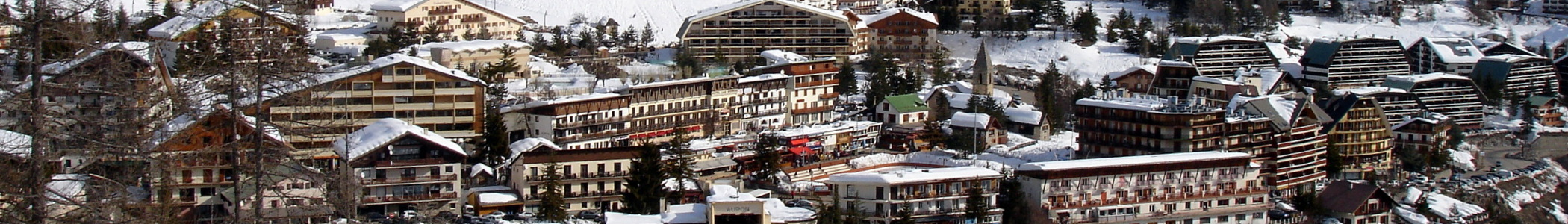
Station-village.